# Nederlandse kampioenschappen schaatsen afstanden 2008 - 500 meter vrouwen
De 500 meter vrouwen op de Nederlandse kampioenschappen schaatsen afstanden 2008 werd in oktober 2007 in ijsstadion Thialf te Heerenveen over twee ritten verreden, waarbij de 22 deelneemsters ieder een keer in de binnenbaan en een keer in de buitenbaan startten.
Titelverdedigster was Margot Boer die de titel pakte tijdens de NK afstanden 2007. 

## Uitslag
| #      | Schaatsster           | 1e      | pos | 2e      | pos | Punten |
| ------ | --------------------- | ------- | --- | ------- | --- | ------ |
| Goud   | Annette Gerritsen     | 0.39,07 | 1   | 0.38,82 | 1   | 77,890 |
| Zilver | Margot Boer           | 0.39,27 | 2   | 0.39,11 | 2   | 78,380 |
| Brons  | Marianne Timmer       | 0.39,59 | 4   | 0.39,17 | 3   | 78,760 |
| 4      | Sanne van der Star    | 0.39,52 | 3   | 0.39,60 | 4   | 79,120 |
| 5      | Natasja Bruintjes     | 0.39,84 | 5   | 0.39,88 | 6   | 79,720 |
| 6      | Marloes Gelderblom    | 0.40,14 | 7   | 0.39,81 | 5   | 79,950 |
| 7      | Laurine van Riessen   | 0.40,16 | 8   | 0.39,94 | 7   | 80,100 |
| 8      | Ireen Wüst            | 0.40,20 | 9   | 0.40,12 | 8   | 80,320 |
| 9      | Marrit Leenstra       | 0.40,11 | 6   | 0.40,21 | 11  | 80,320 |
| 10     | Ingeborg Kroon        | 0.40,33 | 10  | 0.40,21 | 12  | 80,540 |
| 11     | Mayon Kuipers         | 0.40,46 | 12  | 0.40,14 | 9   | 80,600 |
| 12     | Sophie Nijman         | 0.40,58 | 13  | 0.40,14 | 10  | 80,720 |
| 13     | Thijsje Oenema        | 0.40,41 | 11  | 0.40,43 | 14  | 80,840 |
| 14     | Emilie Gale           | 0.41,08 | 18  | 0.40,25 | 13  | 81,330 |
| 15     | Jorien Kranenborg     | 0.40,63 | 14  | 0.40,80 | 17  | 81,430 |
| 16     | Inge van Essen        | 0.40,79 | 15  | 0.40,76 | 16  | 81,550 |
| 17     | Sanne Delfgou         | 0.40,94 | 16  | 0.40,70 | 15  | 81,640 |
| 18     | Frederika Buwalda     | 0.41,16 | 19  | 0.40,95 | 18  | 82,110 |
| 19     | Anice Das             | 0.41,01 | 17  | 0.41,18 | 20  | 82,190 |
| 20     | Helga Luning          | 0.41,34 | 20  | 0.41,09 | 19  | 82,430 |
| 21     | Janneke Ensing        | 0.41,37 | 21  | 0.41,42 | 21  | 82,790 |
| 22     | Esmeralda Nieuwendorp | 0.41,39 | 22  | 0.42,04 | 22  | 83,430 |

Uitslag op
1987 · 
1988 · 
1989 · 
1990 · 
1991 · 
1992 · 
1993 · 
1994 · 
1995 · 
1996 · 
1997 · 
1998 · 
1999 · 
2000 · 
2001 · 
2002 · 
2003 · 
2004 · 
2005 · 
2006 · 
2007 · 
2008 · 
2009 · 
2010 · 
2011 · 
2012 · 
2013 · 
2014 · 
2015 · 
2016 · 
2017 · 
2018 · 
2019 · 
2020 · 
2021 · 
2022 · 
2023 · 
2024 · 
2025